# ТЭФИ (премия, 2006)
ТЭ́ФИ — российская национальная телевизионная премия за высшие достижения в области телевизионных искусств. Учреждена фондом «Академия Российского Телевидения» 21 октября 1994 года. Премия должна была стать российским аналогом американской телевизионной премии «Эмми».
Для участия в конкурсе «ТЭФИ—2006» принимались работы, произведённые и впервые вышедшие в эфир на территории России в период с 1 июня 2005 года по 31 мая 2006 года.

## Церемония
Двенадцатая церемония награждения проводилась в два этапа. Награждение победителей в номинациях категории «Профессии» состоялось 17 ноября 2006 года в Московском международном Доме музыки. Ведущими этого этапа церемонии выступили Иван Ургант, Екатерина Стриженова и Александр Гуревич, Ирина Андреева и Александр Друзь, Татьяна Веденеева и Владимир Молчанов, Фёкла Толстая и Пётр Кулешов, Тутта Ларсен и Гарик Мартиросян, Татьяна Лазарева и Михаил Шац. 23 ноября 2006 года в Большом концертном зале «Академический» состоялось награждение победителей в номинациях категории «Лица». В качестве ведущих церемонии были приглашены Ингеборга Дапкунайте, Тина Канделаки и Андрей Малахов, Мария Ситтель и Дмитрий Губерниев, Ирина Апексимова и Фёдор Бондарчук. Подготовку и трансляцию в эфире телевизионных версий церемоний награждения выполнил телеканал СТС, художественный руководитель — Александр Цекало.

## Победители и финалисты

### Категория «Профессии»
Победители указаны первыми и выделены отдельным цветом 
| Номинации                                               | Победители и финалисты | Производитель                                                                                               | Представляющая организация                        |
| ------------------------------------------------------- | --- | --- | ------------------------------------------------- |
| Информационно-аналитическая программа                   | «Вести недели» | ГТК «Телеканал „Россия“» — дирекция информационных программ                                                 | ГТК «Телеканал „Россия“»                          |
| Информационно-аналитическая программа                   | «Неделя с Марианной Максимовской»                                                                                                 | ЗАО «Телекомпания РЕН ТВ»                                                                                   | ЗАО «Телекомпания РЕН ТВ»                         |
| Информационно-аналитическая программа                   | «Тем временем» с Александром Архангельским                                                                                        | ООО «Продюсерская компания „Центр телевизионного искусства“» по заказу ГТРК «Культура»                      | ГТРК «Культура»                                   |
| Информационно-развлекательная программа                 | «Истории в деталях» | СТС-Москва, ЗАО «Прайвест-Медиа», ООО «Продюсерская компания „Студия-Окай“»                                 | ЗАО «СТС»                                         |
| Информационно-развлекательная программа                 | «Времечко» | ЗАО «АТВ — Продакшн»                                                                                        | ЗАО «АТВ — Продакшн»                              |
| Информационно-развлекательная программа                 | «Доброе утро, Россия!» | ГТК «Телеканал „Россия“» — служба утреннего эфира дирекции главных продюсеров                               | ГТК «Телеканал „Россия“»                          |
| Развлекательная программа: образ жизни                  | «Пока все дома» | ООО «Пока все дома»                                                                                         | ООО «Пока все дома»                               |
| Развлекательная программа: образ жизни                  | «Снимите это немедленно!» | ООО «МБ групп»                                                                                              | ЗАО «СТС»                                         |
| Развлекательная программа: образ жизни                  | «Квартирный вопрос». «Квадратиш. Практиш. Гут»                                                                                    | ОАО «Телекомпания НТВ»                                                                                      | ОАО «Телекомпания НТВ»                            |
| Развлекательная программа: юмор                         | «Дежурный по стране» | ЗАО «АТВ Продакшн»                                                                                          | ГТК «Телеканал „Россия“»                          |
| Развлекательная программа: юмор                         | «Вечер с Максимом Галкиным» | ООО «Сохо Продакшн»                                                                                         | ОАО «Первый канал»                                |
| Развлекательная программа: юмор                         | «Хорошие шутки» | ООО «Творческое объединение „Среда“»                                                                        | ЗАО «СТС»                                         |
| Развлекательная программа: игра                         | «Танцы со звёздами» | ООО «Весткот Медиа»                                                                                         | ГТК «Телеканал „Россия“»                          |
| Развлекательная программа: игра                         | «Большие гонки» | ЗАО «Телекомпания ВИD»                                                                                      | ОАО «Первый канал»                                |
| Развлекательная программа: игра                         | «Ты — супермодель» — 3 | ООО «Джуниор ТВ»                                                                                            | ЗАО «СТС»                                         |
| Музыкальная программа                                   | «По волне моей памяти» | ООО «Телесет»                                                                                               | ЗАО «СТС»                                         |
| Музыкальная программа                                   | «Фабрика звёзд» | ООО «Техностайл»                                                                                            | ОАО «Первый канал»                                |
| Музыкальная программа                                   | Церемония вручения наград «MTV Russia Music Awards 2005»                                                                          | ЗАО «Энергия ТВ» (MTV Россия)                                                                               | ЗАО «Энергия ТВ» (MTV Россия)                     |
| Программа для детей                                     | «Умницы и умники» | ООО «Студия Юрия Вяземского „Образ-ТВ“»                                                                     | ОАО «Первый канал»                                |
| Программа для детей                                     | «Самый умный» | ЗАО «СТС»                                                                                                   | ЗАО «СТС»                                         |
| Программа для детей                                     | «За семью печатями» | ООО «Телепроект Класс!» по заказу ГТРК «Культура»                                                           | ГТРК «Культура»                                   |
| Программа о науке (цикл)                                | «Циолковский. Предчувствие космоса» из цикла «Гении и злодеи уходящей эпохи»                                                      | ООО «Телекомпания Цивилизация»                                                                              | ОАО «Первый канал»                                |
| Программа о науке (цикл)                                | «Чёрные дыры. Белые пятна» | ООО «Телекомпания Цивилизация» по заказу ГТРК «Культура»                                                    | ГТРК «Культура»                                   |
| Программа о науке (цикл)                                | «Агрессия» из цикла «Страсти по науке. Шекспиру и не снилось»                                                                     | ООО «Телекомпания Цивилизация»                                                                              | ООО «Телекомпания Цивилизация»                    |
| Программа об искусстве (цикл)                           | «Линия жизни» | ГУП «Театрально-культурный центр им. Вс. Мейерхольда» по заказу ГТРК «Культура»                             | ГТРК «Культура»                                   |
| Программа об искусстве (цикл)                           | «Гении и злодеи» | ООО «Телекомпания Цивилизация»                                                                              | ООО «Телекомпания Цивилизация»                    |
| Программа об искусстве (цикл)                           | «Личная жизнь. Майя Плисецкая» | ЗАО «Совершенно секретно — Телеком»                                                                         | ОАО «Первый канал»                                |
| Программа об истории (цикл)                             | «Исторические хроники с Николаем Сванидзе». «Соломон Михоэлс. 1947 год»                                                           | ООО "Продюсерская фирма «Наш взгляд»                                                                        | ГТК «Телеканал „Россия“»                          |
| Программа об истории (цикл)                             | «Смерть Сталина. Последняя загадка»                                                                                               | ООО «Сохо Продакшн»                                                                                         | ОАО «Первый канал»                                |
| Программа об истории (цикл)                             | «Искатели» | ООО «Телекомпания Цивилизация»                                                                              | ООО «Телекомпания Цивилизация»                    |
| Телевизионный документальный фильм                      | «Великая тайна воды» | ООО «Продюсерский центр „Мастерская“»                                                                       | ГТК «Телеканал „Россия“»                          |
| Телевизионный документальный фильм                      | «Под открытым небом» | ООО "Студия «Фишка-фильм»                                                                                   | ООО "Студия «Фишка-фильм»                         |
| Телевизионный документальный фильм                      | «Русская любовь самурая» | ЗАО «АТВ — Продакшн»                                                                                        | ЗАО «АТВ — Продакшн»                              |
| Телевизионный документальный сериал                     | «Братство бомбы» | ООО «Телекомпания Цивилизация»                                                                              | ОАО «Первый канал»                                |
| Телевизионный документальный сериал                     | «Война в Крыму» | ООО «Диджитал Стелс»                                                                                        | ООО «Диджитал Стелс»                              |
| Телевизионный документальный сериал                     | «Высотки» из цикла «Советская империя»                                                                                            | ГТК «Телеканал „Россия“»                                                                                    | ГТК «Телеканал „Россия“»                          |
| Телевизионный дизайн канала                             | Оформление телевизионных студий «Первого канала»                                                                                  | ОАО «Первый канал»                                                                                          | ОАО «Первый канал»                                |
| Телевизионный дизайн канала                             | Дизайн межпрограммного оформления телеканала «Культура»                                                                           | ГТРК «Культура»                                                                                             | ГТРК «Культура»                                   |
| Телевизионный дизайн канала                             | Идентификационные заставки телеканала «Россия» для оформления рекламных блоков                                                    | ГТК «Телеканал „Россия“» — отдел дизайна                                                                    | ГТК «Телеканал „Россия“»                          |
| Эфирный промоушн проекта                                | «Только единицы играют превосходно» — чемпионат мира по футболу 2006 г.                                                           | ОАО «Первый канал»                                                                                          | ОАО «Первый канал»                                |
| Эфирный промоушн проекта                                | Социальные ролики «Жди меня» | ЗАО «Телекомпания BИD»                                                                                      | ЗАО «Телекомпания BИD»                            |
| Эфирный промоушн проекта                                | Предпремьерные проморолики сериала «Мастер и Маргарита»                                                                           | ГТК «Телеканал „Россия“» — отдел межпрограммного вещания программной дирекции                               | ГТК «Телеканал „Россия“»                          |
| Спортивный комментатор, ведущий спортивной программы    | Виктор Гусев, Никита Михалков — «Виктор Гусев и Никита Михалков. Церемония закрытия Олимпийских игр в Турине»                     | ОАО «Первый канал»                                                                                          | ОАО «Первый канал»                                |
| Спортивный комментатор, ведущий спортивной программы    | Дмитрий Губерниев — «Зимние Олимпийские игры. Турин 2006. Биатлон. Женщины. Эстафета 4×6 км»                                      | Общероссийский телевизионный канал «Спорт», ВГТРК                                                           | Общероссийский телевизионный канал «Спорт», ВГТРК |
| Спортивный комментатор, ведущий спортивной программы    | Мария Румянцева — «Формула-1. Обратный отсчёт»                                                                                    | ЗАО «Телекомпания РЕН ТВ»                                                                                   | ЗАО «Телекомпания РЕН ТВ»                         |
| Продюсер                                                | Александр Роднянский, Александр Акопов, Наталия Шнейдерова, Илья Папернов, Елена Марковская — «Не родись красивой»                | ЗАО «Амедиа»                                                                                                | ЗАО «СТС»                                         |
| Продюсер                                                | Николай Билык — «Исторические хроники с Николаем Сванидзе». «А. Ахматова. 1946 год»                                               | ООО «Продюсерская фирма „Наш взгляд“»                                                                       | ООО «Продюсерская фирма „Наш взгляд“»             |
| Продюсер                                                | Антон Златопольский, Максим Панфилов — «В круге первом»                                                                           | Кинокомпания «Вера»                                                                                         | ГТК «Телеканал „Россия“»                          |
| Художник-постановщик                                    | Анатолий Панфилов, Константин Зубрилин — «В круге первом»                                                                         | Кинокомпания «Вера»                                                                                         | ГТК «Телеканал „Россия“»                          |
| Художник-постановщик                                    | Елена Китаева — «Большие» | ООО «Телекомпания „Альма-матер“» по заказу ГТРК «Культура»                                                  | ГТРК «Культура»                                   |
| Художник-постановщик                                    | Дмитрий Ликин — «Оформление телевизионных студий „Первого канала“»                                                                | ОАО «Первый канал»                                                                                          | ОАО «Первый канал»                                |
| Звукорежиссёр                                           | Феликс Ильиных — «Первый Скорый»                                                                                                  | ОАО «Первый канал»                                                                                          | ОАО «Первый канал»                                |
| Звукорежиссёр                                           | Светлана Дёгтева — «Новый год с Юрием Темиркановым»                                                                               | ГТРК «Культура»                                                                                             | ГТРК «Культура»                                   |
| Звукорежиссёр                                           | Андрей Климинов — «Не родись красивой»                                                                                            | ЗАО «Амедиа»                                                                                                | ЗАО «СТС»                                         |
| Сценарист телевизионного художественного фильма/сериала | Александр Солженицын — «В круге первом»                                                                                           | Кинокомпания «Вера»                                                                                         | ГТК «Телеканал „Россия“»                          |
| Сценарист телевизионного художественного фильма/сериала | Зоя Кудря — «Охота на изюбря» | ООО «Про-Синема Продакшн»                                                                                   | ОАО «Первый канал»                                |
| Сценарист телевизионного художественного фильма/сериала | Юрий Арабов — «Доктор Живаго» | ООО «Киностудия „Курьер“» по заказу ЗАО «Централ Партнершип»                                                | ОАО «Телекомпания НТВ»                            |
| Сценарист телевизионного документального фильма/сериала | Сергей Кравец, Владимир Хотиненко, Олег Кавун, Елена Литвинова, Мария Шептунова — «Паломничество в Вечный город». «Апостол Павел» | Культурный фонд «Кинотелекомпания „Православная энциклопедия“»                                              | ГТК «Телеканал „Россия“»                          |
| Сценарист телевизионного документального фильма/сериала | Виктор Правдюк — «Вторая мировая. День за днём»                                                                                   | ООО «Студия Надежда»                                                                                        | ОАО «ТВ Центр»                                    |
| Сценарист телевизионного документального фильма/сериала | Константин Лантратов, Наталья Акулова — «Космос. Первая кровь»                                                                    | ООО «Террикон»                                                                                              | ОАО «Первый канал»                                |
| Сценарист телевизионной программы                       | Сергей Кушнерёв — «Сердце Африки»                                                                                                 | ЗАО «Телекомпания BИD»                                                                                      | ЗАО «Телекомпания BИD»                            |
| Сценарист телевизионной программы                       | Ирина Изволова — «Острова. Николай Заболоцкий»                                                                                    | ГТРК «Культура»                                                                                             | ГТРК «Культура»                                   |
| Сценарист телевизионной программы                       | Пётр Шепотинник — «Кинескоп с Петром Шепотинником»                                                                                | ООО «Студия „Кинопроба“»                                                                                    | ГТК «Телеканал „Россия“»                          |
| Режиссёр телевизионного художественного фильма/сериала  | Владимир Бортко — «Мастер и Маргарита»                                                                                            | ЗАО «2-Б-2 Интертейнменд», г. Санкт-Петербург по заказу ГТК «Телеканал „Россия“» и ЗАО «Централ Партнершип» | ГТК «Телеканал „Россия“»                          |
| Режиссёр телевизионного художественного фильма/сериала  | Алексей Козлов — «Прииск» | ООО «Феникс-фильм»                                                                                          | ООО «Феникс-фильм»                                |
| Режиссёр телевизионного художественного фильма/сериала  | Абай Карпыков — «Охота на изюбря»                                                                                                 | ООО «Про-Синема Продакшн»                                                                                   | ООО «Про-Синема Продакшн»                         |
| Режиссёр телевизионного документального фильма/сериала  | Анастасия Попова — «Великая тайна воды»                                                                                           | ООО «Продюсерский центр „Мастерская“»                                                                       | ООО «Продюсерский центр „Мастерская“»             |
| Режиссёр телевизионного документального фильма/сериала  | Виктор Ющенко — «Братство бомбы»                                                                                                  | ООО «Телекомпания Цивилизация»                                                                              | ООО «Телекомпания Цивилизация»                    |
| Режиссёр телевизионного документального фильма/сериала  | Владимир Хотиненко — «Паломничество в Вечный город». «Апостол Павел»                                                              | Культурный фонд «Кинотелекомпания „Православная энциклопедия“»                                              | ГТК «Телеканал „Россия“»                          |
| Режиссёр телевизионной программы                        | Виталий Трояновский — «Острова. Арсений Тарковский»                                                                               | ГТРК «Культура»                                                                                             | ГТРК «Культура»                                   |
| Режиссёр телевизионной программы                        | Олег Шиловский — «Один день. Новая версия»                                                                                        | Телекомпания «Адамово яблоко», г. Санкт-Петербург                                                           | Телекомпания «Адамово яблоко», г. Санкт-Петербург |
| Режиссёр телевизионной программы                        | Татьяна Дмитракова — «Танцы со звёздами»                                                                                          | ООО «Весткот Медиа»                                                                                         | ГТК «Телеканал „Россия“»                          |
| Оператор телевизионного художественного фильма/сериала  | Михаил Агранович — «В круге первом»                                                                                               | Кинокомпания «Вера»                                                                                         | ГТК «Телеканал „Россия“»                          |
| Оператор телевизионного художественного фильма/сериала  | Геннадий Карюк — «Доктор Живаго»                                                                                                  | ООО "Киностудия «Курьер» по заказу ЗАО «Централ Партнершип»                                                 | ОАО «Телекомпания НТВ»                            |
| Оператор телевизионного художественного фильма/сериала  | Владимир Спорышков — «Грозовые ворота»                                                                                            | ООО "Киностудия «Вертикаль»                                                                                 | ОАО «Первый канал»                                |
| Оператор телевизионного документального фильма/сериала  | Олег Кириченко — «Великая тайна воды»                                                                                             | ООО «Продюсерский центр „Мастерская“»                                                                       | ГТК «Телеканал „Россия“»                          |
| Оператор телевизионного документального фильма/сериала  | Андрей Кузнецов — «Каторжанки» | ЗАО «Телекомпания РЕН ТВ»                                                                                   | ЗАО «Телекомпания РЕН ТВ»                         |
| Оператор телевизионного документального фильма/сериала  | Юрий Опельянц — «Осетровая война»                                                                                                 | ОАО «Первый канал»                                                                                          | ОАО «Первый канал»                                |
| Оператор телевизионной программы                        | Андрей Морозов — «Острова. Арсений Тарковский»                                                                                    | ГТРК «Культура»                                                                                             | ГТРК «Культура»                                   |
| Оператор телевизионной программы                        | Владимир Брежнев — «Танцы со звёздами»                                                                                            | ООО «Весткот Медиа»                                                                                         | ГТК «Телеканал „Россия“»                          |
| Оператор телевизионной программы                        | Алексей Сеченов — «Фабрика звёзд»                                                                                                 | ООО «Техностайл»                                                                                            | ОАО «Первый канал»                                |
| «За личный вклад в развитие российского телевидения»    | Андрей Разбаш | |                                                   |

### Категория «Лица»
Победители указаны первыми и выделены отдельным цветом 
| Номинации                                                   | Победители и финалисты | Производитель                                                                                               | Представляющая организация               |
| ----------------------------------------------------------- | --- | --- | ---------------------------------------- |
| Информационная программа                                    | «Время» | ОАО «Первый канал»                                                                                          | ОАО «Первый канал»                       |
| Информационная программа                                    | «Сегодня» | ОАО «Телекомпания НТВ»                                                                                      | ОАО «Телекомпания НТВ»                   |
| Информационная программа                                    | «Сейчас в России» | Телекомпания «Эхо»                                                                                          | Телекомпания «Эхо»                       |
| Ведущий информационной программы                            | Андрей Норкин — «Сейчас в России» | Телекомпания «Эхо»                                                                                          | Телекомпания «Эхо»                       |
| Ведущий информационной программы                            | Алексей Пивоваров, Асет Вацуева — «Сегодня» | ОАО «Телекомпания НТВ»                                                                                      | ОАО «Телекомпания НТВ»                   |
| Ведущий информационной программы                            | Екатерина Андреева — «Время» | ОАО «Первый канал»                                                                                          | ОАО «Первый канал»                       |
| Ведущий информационно-аналитической программы               | Сергей Брилёв — «Вести недели» | ГТК «Телеканал „Россия“» — дирекция информационных программ                                                 | ГТК «Телеканал „Россия“»                 |
| Ведущий информационно-аналитической программы               | Юлия Мучник — «Час Пик. Суббота» | ЗАО «ТРК „ТВ-2“», г. Томск                                                                                  | ЗАО «ТРК „ТВ-2“», г. Томск               |
| Ведущий информационно-аналитической программы               | Александр Архангельский — «Тем временем» с Александром Архангельским | ООО «Продюсерская компания „Центр Телевизионного искусства“» по заказу ГТРК «Культура»                      | ГТРК «Культура»                          |
| Репортёр                                                    | Ирада Зейналова — «Золотые мгновения Олимпиады» | ОАО «Первый канал»                                                                                          | ОАО «Первый канал»                       |
| Репортёр                                                    | Алёна Рогозина — «Весенняя страда по-чукотски» | ГТРК «Чукотка», г. Анадырь                                                                                  | ГТРК «Чукотка», г. Анадырь               |
| Репортёр                                                    | Борис Соболев — «Вести недели». «Грабовой. Всероссийский съезд сектантов» | ГТК «Телеканал „Россия“» — дирекция информационных программ                                                 | ГТК «Телеканал „Россия“»                 |
| Специальный репортаж, журналистское расследование           | «Репортёр с Михаилом Дегтярём». «Танцы с русскими» | «ТВ студия Репортёр»                                                                                        | ОАО «ТВ Центр»                           |
| Специальный репортаж, журналистское расследование           | «Профессия — репортёр». «Четверг, 13-е» | ОАО «Телекомпания НТВ»                                                                                      | ОАО «Телекомпания НТВ»                   |
| Специальный репортаж, журналистское расследование           | «Вести недели». «Авария в московском метро» | ГТК «Телеканал „Россия“» — дирекция информационных программ                                                 | ГТК «Телеканал „Россия“»                 |
| Ток-шоу                                                     | «Культурная революция» | ООО «Продюсерский центр „Игра-ТВ“»                                                                          | ООО «Продюсерский центр „Игра-ТВ“»       |
| Ток-шоу                                                     | «Апокриф» | ООО "Продюсерский центр «Орион-ТВ» по заказу ГТРК «Культура»                                                | ГТРК «Культура»                          |
| Ток-шоу                                                     | «Пусть говорят» | ООО "Продюсерский центр «Новая Компания», ОАО «Первый канал»                                                | ООО "Продюсерский центр «Новая Компания» |
| Ведущий ток-шоу                                             | Тина Канделаки — «Детали» | ООО «МБ групп»                                                                                              | ЗАО «СТС»                                |
| Ведущий ток-шоу                                             | Михаил Швыдкой — «Культурная революция» | ООО «Продюсерский центр „Игра-ТВ“»                                                                          | ООО «Продюсерский центр „Игра-ТВ“»       |
| Ведущий ток-шоу                                             | Игорь Кваша, Мария Шукшина, Чулпан Хаматова — «Жди меня» | ЗАО «Телекомпания BИD»                                                                                      | ЗАО «Телекомпания BИD»                   |
| Ведущий развлекательной программы                           | Татьяна Лазарева, Михаил Шац — «Хорошие шутки» | ООО Творческое объединение «Среда»                                                                          | ЗАО «СТС»                                |
| Ведущий развлекательной программы                           | Максим Галкин — «Вечер с Максимом Галкиным» | ООО «Сохо Продакшн»                                                                                         | ОАО «Первый канал»                       |
| Ведущий развлекательной программы                           | Тимур Кизяков — «Пока все дома» | ООО «Пока все дома»                                                                                         | ООО «Пока все дома»                      |
| Телевизионный художественный фильм, мини-сериал             | «Грозовые ворота» | ООО «Киностудия „Вертикаль“»                                                                                | ОАО «Первый канал»                       |
| Телевизионный художественный фильм, мини-сериал             | «Бой с тенью» | ЗАО «Централ Партнершип»                                                                                    | ГТК «Телеканал „Россия“»                 |
| Телевизионный художественный фильм, мини-сериал             | «Казароза» | ООО «ДАГО — фильм студия» по заказу ОАО «Первый канал»                                                      | ООО «ДАГО — фильм студия»                |
| Телевизионный художественный сериал                         | «В круге первом» | Кинокомпания «Вера»                                                                                         | ГТК «Телеканал „Россия“»                 |
| Телевизионный художественный сериал                         | «Доктор Живаго» | ООО «Киностудия „Курьер“» по заказу ЗАО «Централ Партнершип»                                                | ООО «Киностудия „Курьер“»                |
| Телевизионный художественный сериал                         | «Мастер и Маргарита» | ЗАО «2-Б-2 Интертейнменд», г. Санкт-Петербург по заказу ГТК «Телеканал „Россия“» и ЗАО «Централ Партнершип» | ЗАО «Централ Партнершип»                 |
| Исполнитель мужской роли в телевизионном фильме/сериале     | Олег Янковский — «Доктор Живаго» | ООО «Киностудия „Курьер“» по заказу ЗАО «Централ Партнершип»                                                | ЗАО «Централ Партнершип»                 |
| Исполнитель мужской роли в телевизионном фильме/сериале     | Дмитрий Певцов — «В круге первом» | Кинокомпания «Вера»                                                                                         | ГТК «Телеканал „Россия“»                 |
| Исполнитель мужской роли в телевизионном фильме/сериале     | Владислав Галкин — «Казароза» | ООО «ДАГО — фильм студия» по заказу ОАО «Первый канал»                                                      | ООО «ДАГО — фильм студия»                |
| Исполнительница женской роли в телевизионном фильме/сериале | Чулпан Хаматова — «Доктор Живаго» | ООО «Киностудия „Курьер“» по заказу ЗАО «Централ Партнершип»                                                | ОАО «Телекомпания НТВ»                   |
| Исполнительница женской роли в телевизионном фильме/сериале | Лидия Смирнова — «Наследницы — 2» | «Мело-фильм»                                                                                                | ОАО «ТВ Центр»                           |
| Исполнительница женской роли в телевизионном фильме/сериале | Анна Ковальчук — «Мастер и Маргарита» | ЗАО «2-Б-2 Интертейнменд», г. Санкт-Петербург по заказу ГТК «Телеканал „Россия“» и ЗАО «Централ Партнершип» | ГТК «Телеканал „Россия“»                 |
| Специальный проект                                          | «Ночь в стиле детства» | ООО ТК «Ювента»                                                                                             | ЗАО «СТС»                                |
| Специальный проект                                          | Церемония вручения премии «Кинонаграды MTV Россия» 2006 | ЗАО «Энергия ТВ» (MTV Россия)                                                                               | ЗАО «Энергия ТВ» (MTV Россия)            |
| Специальный проект                                          | «9 Мая на „Первом канале“» | ОАО «Первый канал»                                                                                          | ОАО «Первый канал»                       |
| Специальный приз Правления Академии Российского телевидения | Михаил Сеславинский — руководитель Федерального агентства по печати и массовым коммуникациям РФ — за работу по оказанию государственной поддержки социально значимым проектам в области электронных СМИ | |                                          |

## Критика
М. Безрук писала в газете «Труд» (номер от 25.11.2006):
По неписаной традиции большинство именитых гостей прибыло на праздник в вечерних туалетах. Мужчины в смокингах и черных костюмах, женщины – в длинных декольтированных платьях, также преимущественно темных оттенков. Однако стилю мероприятия больше соответствовали бы яркие и даже эпатажные наряды, ибо вместо привычной строгой торжественности с фанфарами изумленным академикам было представлено ревю в постановке Егора Дружинина. Несколько лет назад этот хореограф поставил мюзикл «Чикаго». Спектакль давно уже сошел со сцены. Но, видимо, сам жанр, не слишком горячо принятый российским зрителем, оказался близок нашей артистической элите. Не случайно мелодии из различных популярных мюзиклов, освеженные текстами, написанными по случаю, кочуют с праздника на праздник. Не миновала чаша сия и высокое академическое собрание…
И. Логвинов выразил схожее мнение на страницах «Литературной газеты» (номер от 29.11.2006):
Вручение «ТЭФИ» напоминало корпоративную вечеринку, на которую, как выразилась телеведущая Юлия Бордовских, съезжаются для того, чтобы посмотреть, кто во что одет, кто похудел, кто потолстел… Сама церемония награждения, несмотря на претенциозность, представляла собой довольно скучное и провинциальное зрелище. Плохо говорящая по-русски актриса Допкунайте, видимо, должна была добавить заграничного шарма церемонии, однако акцент и «приклеенная» улыбка ведущей вызывали обратную реакцию. Не могли разрядить скуку и сальные, двусмысленные шутки телешоуменов Малахова и Цекало…